# 施士膺
施士膺（？—？），一作士鷹，名老，字伯揚，是施世榜五子，為臺灣縣學廩生，乾隆五年（1740年）為拔貢生，曾出任古田教諭。
他曾奉父親施世榜之命捐社倉穀一千石，乾隆十七年（1752年）遷建臺灣縣署時與兄施士齡、侄施國義捐款，而他與施士齡捐銀八十八兩到六十兩。乾隆十六年（1751年）時他與地方生員黃德福、陳日茂等各捐銀二百兩以重修府學文廟。